# Казанцев, Виктор Алексеевич
Ви́ктор Алексе́евич Каза́нцев (25 июля 1940 — 10 июля 2017) — советский легкоатлет и тренер, специализировавшийся в беге на средние и длинные дистанции. Мастер спорта СССР. Заслуженный тренер СССР.

## Биография
Виктор Алексеевич Казанцев родился 25 июля 1940 года.
В 1960-х годах он был участником многих национальных соревнований по бегу на средние и длинные дистанции. В 1964 году стал серебряным призёром чемпионата СССР на дистанции 5000 метров.
Окончил спортивный факультет Кировского педагогического института. После окончания вуза работал в ДЮСШ города Котельнич. Выступал сначала за «Локомотив», а позже — за «Динамо».
С 1961 года работал тренером в кировском «Динамо». В конце 1960-х годов переехал в Краснодар. В 1972, 1976 и 1980 годах был одним из тренеров сборной СССР на Олимпийских играх.
Наиболее известной его воспитанницей является олимпийская чемпионка 1972 года на дистанции 1500 метров, многократная чемпионка СССР и экс-рекордсменка мира Людмила Брагина, которую Казанцев тренировал с 1966 года, а позже — был женат на ней. Также некоторое время был консультантом олимпийского чемпиона по прыжкам на батуте Александра Москаленко.
Виктор Алексеевич умер 10 июля 2017 года после продолжительной болезни.

## Результаты

### Соревнования
| Год  | Соревнование | Город  | Дистанция | Дата          | Результат | Место |
| ---- | ------------ | ------ | --------- | ------------- | --------- | ----- |
| 1963 | Спартакиада  | Москва | 5000 м    | 15 августа    | 14.09,6   | 10    |
| 1964 | Чемпионат    | Киев   | 5000 м    | 27—30 августа | 14.05,4   | II    |